# Liste der Stadtteile Brisbanes
Die City of Brisbane, die Hauptstadt des australischen Bundesstaates Queensland, gliedert sich in 188 suburbs (Stadtteile) auf einer Fläche von 1.363 Quadratkilometern. Die suburbs stellen in den allermeisten Fällen keine Verwaltungseinheiten dar, sondern basieren auf historischen Grenzen. Aufgrund des australischen Zustellsystems wird bei der Postadresse der Name des suburbs, der Code des Bundesstaates (in diesem Fall "QLD") und dann die Postleitzahl der postalischen Verwaltungseinheit geschrieben.

## Liste der Suburbs

### A
- Acacia Ridge
- Albion
- Alderley
- Algester
- Annerley
- Anstead
- Archerfield
- Ascot
- Ashgrove
- Aspley
- Auchenflower

### B
- Bald Hills
- Balmoral
- Banks Creek
- Banyo
- Bardon
- Bellbowrie
- Belmont
- Berrinba
- Boondall
- Bowen Hills
- Bracken Ridge
- Bridgeman Downs
- Brighton
- Brisbane Airport
- Brookfield
- Bulimba
- Burbank

### C
- Calamvale
- Camp Hill
- Cannon Hill
- Capalaba West
- Carina
- Carina Heights
- Carindale
- Carole Park
- Carseldine
- Chandler
- Chapel Hill
- Chelmer
- Chermside
- Chermside West
- Chuwar
- City CBD
- Clayfield
- Coopers Plains
- Coorparoo
- Corinda

### D
- Darra
- Deagon
- Doolandella
- Drewvale
- Durack
- Dutton Park

### E
- Eagle Farm
- East Brisbane
- Eight Mile Plains
- Ellen Grove
- England Creek
- Enoggera
- Enoggera Reservoir
- Everton Park

### F
- Fairfield
- Ferny Grove
- Fig Tree Pocket
- Fitzgibbon
- Forest Lake
- Fortitude Valley

### G
- Gaythorne
- Geebung
- Gordon Park
- Graceville
- Grange
- Greenslopes
- Gumdale

### H
- Hamilton
- Hawthorne
- Heathwood
- Hemmant
- Hendra
- Herston
- Highgate Hill
- Holland Park
- Holland Park West

### I
- Inala
- Indooroopilly

### J
- Jamboree Heights
- Jindalee

### K
- Kangaroo Point
- Karana Downs
- Karawatha
- Kedron
- Kelvin Grove
- Kenmore
- Kenmore Hills
- Keperra
- Kholo
- Kuraby

### L
- Lake Manchester
- Larapinta
- Lota
- Lutwyche
- Lytton

### M
- Macgregor
- Mackenzie
- Manly
- Manly West
- Mansfield
- McDowall
- Middle Park
- Milton
- Mitchelton
- Moggill
- Moorooka
- Morningside
- Mount Coot-tha
- Mount Crosby
- Mount Gravatt
- Mount Gravatt East
- Mount Ommaney
- Murarrie

### N
- Nathan
- New Farm
- Newmarket
- Newstead
- Norman Park
- Northgate
- Nudgee
- Nudgee Beach
- Nundah

### O
- Oxley

### P
- Paddington
- Pallara
- Parkinson
- Pinjarra Hills
- Pinkenba
- Pullenvale

### R
- Ransome
- Red Hill
- Richlands
- Riverhills
- Robertson
- Rochedale
- Rocklea
- Runcorn

### S
- Salisbury
- Sandgate
- Seven Hills
- Seventeen Mile Rocks
- Sherwood
- Shorncliffe
- Sinnamon Park
- South Brisbane
- Spring Hill
- St. Lucia
- Stafford
- Stafford Heights
- Stretton
- Sumner
- Sunnybank
- Sunnybank Hills

### T
- Taigum
- Taringa
- Tarragindi
- Tennyson
- The Gap
- Tingalpa
- Toowong
- Teneriffe

### U
- Upper Brookfield
- Upper Kedron
- Upper Mount Gravatt

### V
- Virginia

### W
- Wacol
- Wakerley
- Wavell Heights
- West End
- Westlake
- Willawong
- Wilston
- Windsor
- Wishart
- Woolloongabba
- Wooloowin
- Wynnum
- Wynnum West

### Y
- Yeerongpilly
- Yeronga

### Z
- Zillmere